# Місцеве самоврядування в Німеччині
Місце́ве самоврядува́ння в ФРН є прикладом реалізації континентальної системи місцевого самоврядування у країні з федеративним устроєм. Саме засади федералізму в поєднанні з деякими історичними особливостями (поразка у другій світовій війні) зумовили широку компетенцію органів місцевого самоврядування і значну незалежність місцевого самоврядування в цілому.

## Основні принципи
Особливе місце у забезпеченні самостійності земель відіграють фінансові стосунки з центром та бюджетний процес ФРН. Вони підпорядковані двом провідним принципам, які викладені в Конституції:
- принципу однаковості життєвого рівня в межах федерації,
- самоврядування на земельному та місцевому рівнях взагалі, і у фінансовій галузі зокрема.

Протиріччя, що існує між ними, призвело до утворення складної системи фінансових відносин, а також дали федеральному урядові підстави для розширення власних повноважень, що викликало ще більшу централізацію державних фінансів. І хоча ця система залишалась дотепер достатньо мобільною для того, щоб пристосовуватись до змін ситуації, невідомо, чи зможе вона вирішити нові проблеми, що постали після об'єднання Німеччини, і чи здатні властиві їй заходи щодо фінансового вирівнювання успішно подолати величезну різницю у рівні добробуту, що існує зараз між західними та новими східними землями.

## Структурні одиниці та їх компетенція
Основною одиницею політично-територіальної організації земель служать громади.
Громадські союзи в рамках встановленої законом сфери своїх завдань також мають право самоврядування (нагадаємо, що громадські союзи створюються самими громадами для кращого здійснення своїй компетенції, здійснюють тільки ті повноваження, якими їх наділили громади, що беруть участь в союзі, і витрачають тільки передані громадами кошти). Гарантія самоврядування охоплює також основи власної фінансовій відповідальності. Частина 3 вказаної статті покладає на Федерацію обов'язок забезпечити відповідність конституційного ладу земель вказаним принципам. З цих положень можна зробити висновок, що політично-територіальний устрій земель ґрунтується на автономії громад, що включає їх фінансову автономію, і що громади в межах своєї компетенції можуть створювати громадські союзи. В іншому ця проблематика регулюється конституціями і законами земель.
Так, відповідно до ст. 137 Конституції землі Гессен 1946 р., громади є винятковими володарями всіх повноважень місцевої публічної адміністрації, здійснюваній на основі їх власної відповідальності. Вони можуть вирішувати будь-яку задачу публічної влади, крім випадків, коли це в суспільних інтересах особливим розпорядженням закону віднесено до ведення іншого органу. Аналогічний статус і громадських союзів. Право громад і їх союзів на самостійне управління своїми справами гарантується державою, яка обмежує свій нагляд лише забезпеченням відповідності такого управління законам.
На громади та громадські союзи, а також на їх правління можуть бути покладені і державні завдання, що вирішуються відповідно до вказівок вищестоящих державних органів. Держава зобов'язана гарантувати отримання громадами і їх союзами грошових коштів, необхідних для виконання їх завдань, і надати їм джерела доходів, якими вони можуть розпоряджатися під власну відповідальність. Громади є сільські населені пункти або їхні групи і міста. Землі Берлін і Гамбург є одночасно громадами. Відають вони розвитком інфраструктури, громадським транспортом, туризмом, житловим будівництвом, шкільними і дошкільними закладами, утриманням доріг, лікарень, театрів, бібліотек музеїв, соціальних і спортивних установ. Вони можуть встановлювати і стягувати визначені законом податки і збори.
На початок 1993 р. в Німеччині було понад 16 тис. громад. У сільській місцевості громади об'єднані в повіти, які мають своє самоврядування.
Іноді громадські союзи на практиці територіально збігаються з повітами, і самоврядування громадського союзу є в цьому випадку самоврядування повіту. В той же час великі міста або міста-повіти які, будучи громадами, мають повіти. Вони можуть ділитися на міські округи. Берлін, наприклад, ділиться на 23 самоврядних округа. Іноді на округи діляться великі сільські громади, населення яких перевищує 100 тис. жителів. Всього у ФРН 543 повітів, зокрема 117 міст поза повітами. Громади і повіти приймають свої статути У ряді земель між повітом і центром знаходиться проміжна адміністративно-територіальна одиниця — урядовий округ, в рамках якого вирішуються місцеві державні завдання і здійснюється державний нагляд за місцевим самоврядуванням. Таких одиниць 29.
Як вже зазначалось, основною одиницею політично-територіальної організації земель служать громади. Оскільки конституція визначає право громад вирішувати всі питання місцевого життя під свою відповідальність, то громади не обмежені якимись наперед визначеними специфічними завданнями, і можуть вирішувати всі питання місцевого життя. Правда норма Конституції передбачає і факт, що здійснюють вони в свою діяльність в межах закону, значить в різних землях закон може по-різному визначати коло питань, що вирішуються громадами, чи передбачити певні заборони чи право контролю діяльності. Незважаючи на різні підходи до законодавства про місцеве самоврядування, що існують в різних німецьких землях, фактично в усіх землях самоврядування є досить розвинутим і в громадах вирішується понад 80 % питань, коли громадянин має стосунки з владою.

## Основні функції самоврядування
Головними функціями самоврядування на рівні громад можна визначити:
1. Забезпечення діяльності інфраструктури. Житло, вулиці, виробничі майданчики, вода, вивезення сміття, електрика, газ.
2. Побутове обслуговування. Громадський транспорт, культура, лазні, спорт, дозвілля.
3. Соціальні питання. Соціальний захист, інтеграція меншин, забезпечення участі в громадському житті, підтримання соціальної злагоди(миру).
4. Формування життєвого середовища і перспективне планування. Планування розвитку міста, якість життєвого середовища, екологія, розвиток культури і засобів комунікації.
5. Громадський порядок. Пожежна служба, поліція, служба зв'язку, охорона навколишнього середовища.

## Організація влади на місцях
Стосовно влади на місцях виділяють декілька типів організації:
1. Магістратний тип (Гессен, великі міста Шлезвіг-Гольштейна та Бремен).
  - Громадяни обирають на прямих виборах міські збори (представницький орган). Міські збори вибирають для керівництва адміністрацією колегіальний орган (магістрат), який складається з бургомістра та завідувачів відділами (штатних та сумісників). Магістрат приймає рішення більшістю голосів.
  - Бургомістр — голова магістрата, і, за рівністю голосів, його голос є вирішальним.
2. Тип з посиленим бургомістром (Рейнланд-Пфальц, Саарланд, громади Шлезвіг-Гольштейна до 10 000 мешканців).
  - Громадяни обирають муніципальну чи міську раду, як вищий орган місцевого самоврядування.
  - Рада обирає бургомістра, а в окремих випадках і завідувачів відділами.
  - Бургомістр є головою муніципальної ради(як правило з правом голосу) та керівником адміністрації (виконавчого органу).
  - В окремих випадках бургомістр та завідувачі відділами складають президію, яка готує проекти рішень ради з питань статуту, розвитку та персоналій.
3. Північно-німецький тип самоуправління (Нижня Саксонія, Північний Рейн-Вестфалія).
  - Громадяни обирають муніципальну раду, яка із свого складу вибирає голову як бургомістра. Він є представником громади.
  - Муніципальна рада обирає муніципального директора як керівника виконавчого органу та завідувачів відділами. Керівник адміністрації є законним представником громади. Муніципальна рада може відкликати директора, а в окремих випадках взяти на себе повноваження муніципального директора.
4. Південно-німецький тип самоуправління (Баден-Вюртемберг, Баварія).
  - Громадяни обирають муніципальну раду та одночасно прямими виборами обирають бургомістра.
  - Бургомістр є головою муніципальної ради та керівником адміністрації.
  - Муніципальна рада обирає завідувачів відділами, які підпорядковуються розпорядженням бургомістра.
5. Комунальний устрій нових земель.
  - Громадяни прямими виборами обирають муніципальну раду.
  - Муніципальна рада обирає голову, або правління, або президію. В президію входить і бургомістр.
  - Бургомістра на 5 років обирає муніципальна рада. 100 000 мешканців може бути створено магістрат як колегіальний орган.
  - В невеликих громадах за рішенням ради почесний бургомістр може бути одночасно головою муніципальної ради, але представницький та виконавчий органи чітко розрізняють.

Представницькі органи мають різні назви, муніципальна рада, міська рада чи муніципальні збори, є місцевим законодавцем, до головних повноважень якого відноситься:
1. Прийняття комунальних статутів та постанов, якими регулюються основні правові питання організації місцевого життя.
2. Поставлення завдань перед виконавчими органами самоврядування, по вирішенню конкретних важливих питань.
3. Право обрання керівників виконавчого органу.
4. Контроль діяльності роботи виконавчого органу.
5. Створення умов громадської підтримки дій і рішень органу самоврядування.

Крім того, орган самоврядування приймає досить різні статути, але головним статутом є конституційний статут громад, який доповнює визначене законом про місцеве самоврядування комунальне право специфічними місцевими правилами. Хоча цей статут формально не є законом, але його виконання на місцевому рівні (громада) є таким же обов'язковим як і виконання земельних законів. До статуту включаються різні норми, які не визначаються законом про самоврядування і віднесені до компетенції статуту.
Це може стосуватися:
- форми оповіщення громадян про роботу органів самоврядування;
- різні форми участі людей в діяльності самоврядування;
- розподіл громади на дрібніші одиниці з власними представництвами;
- затвердження договорів між різними громадами та громадою і членами представницького органу;
- зарплати і компенсації для членів муніципальних зборів і комісій;
- створення комісій;
- структура виконавчого органу і кількість керівників відділів;
- правила прийняття і звільнення з роботи муніципальних службовців та правила оплати їх праці;
- право осіб чи їх груп знайомитись з адміністративними актами самоврядування.

Крім статутів загального конституційного чи організаційного характеру: головний статут громади, статут для приватних підприємств, статут для ощадних кас тощо, представницький орган може схвалювати статути:
1. Господарський статут громади — особливий статут правового характеру який встановлює фінансові ресурси громади. Важливою частиною цього статуту є кошторис бюджету який являє собою правову основу видатків на управління, але не надходжень. Доходи бюджету не піддаються точному плануванню.
2. Статут про підключення до загальних мереж (каналізації).
3. Статут про відрахування за користування окремими послугами (музична школа, басейн тощо).
4. Статути про міську забудову.

Основним документом, який регулює діяльність представницького органу є регламент. Регламент, як правило має містити відповіді на такі питання:
- періодичність проведення засідань місцевого представницького органу;
- правила підготовки і проведення зборів, а також порядок обговорення пропозицій;
- правила створення фракцій;
- форму і терміни подання фракціями і окремими депутатами пропозицій;
- регулювання роботи комісій;
- форма і порядок голосування;
- визначення відкритих і закритих засідань;
- правила проведення роботи з громадськістю тощо

Особливо слід відзначити умову відкритості засідань і оголошення заздалегідь про час і місце проведення такого засідання. Коли відповідно до головного статуту такого оголошення зроблено не було, то всі рішення прийняті на такому засідання вважаються не дійсними.
На чолі виконавчого органу місцевого самоврядування, в залежності від типу самоврядування, стоїть бургомістр або директор. Керівник виконавчого органу відповідальний перед представницьким органом та громадою за виконання покладених на нього завдань:
- виконання рішень представницького органу;
- підготовку проектів рішень для представницького органу;
- виконання державних(делегованих) повноважень; — виконання завдань поточного управління і забезпечення нормального функціонування всієї місцевої адміністративної системи.

Структура виконавчих органів у різних громадах і землях може бути дещо різною і визначається, як правило
місцевими статутами, проте, виходячи із спільності завдань всіх виконавчих органів можна визначити такі основні управління
виконавчого органу:
1. Загальний відділ в якому об'єднані відділи кадрів, прес-служба, статистика, ревізійний відділ.
2. Фінансове управління — міська скарбниця, міська каса, податкова служба, відділ нерухомості, служба витрат на охорону.
3. Правове управління — правовий відділ, поліція, служба громадського порядку, служба оповіщення, служба страхування, РАЦС, цивільна оборона.
4. Управління освіти і культури — відділ освіти, відділ культури.
5. Управління соціального забезпечення та охорони здоров'я — служба соціального забезпечення, відділ молоді, відділ спорту, відділ охорони здоров'я, відділ лікарень, відділ компенсацій.
6. Будівельне управління будівельний відділ, відділ міського планування, відділ кадастру, відділ будівельного нагляду, квартирний відділ, відділ надземного будівництва, відділ підземного будівництва, відділ зеленого господарства.
7. Управління громадських установ — комунальна служба, бойня, відділ ринків, ломбард, лазні.
8. Управління економіки і транспорту — відділ економіки і транспорту, відділ підприємництва, служба лісу.

Звичайно в залежності від кількості мешканців у громаді та її фінансової спроможності кількість відділів і кількість їхніх працівників є різною, проте існують приблизні штатні розписи, що регулюють цю проблему, а в м. Кьольні є консультаційна служба, яка допомагає громадам визначитись у кількості та структурі персоналу. Структура служб, персонал та тарифні ставки є одним з додатків до щорічного бюджету громади.